# Louňová
Louňová (dříve také Louňavá, německy Launau) je obec v okrese Plzeň-jih v Plzeňském kraji. Žije zde 115 obyvatel.

## Historie
První písemná zmínka o obci pochází z roku 1358.

## Obyvatelstvo
| Rok            | 1869 | 1880 | 1890 | 1900 | 1910 | 1921 | 1930 | 1950 | 1961 | 1970 | 1980 | 1991 | 2001 | 2011 | 2021 |
| -------------- | ---- | ---- | ---- | ---- | ---- | ---- | ---- | ---- | ---- | ---- | ---- | ---- | ---- | ---- | ---- |
| Počet obyvatel | 326  | 331  | 294  | 332  | 304  | 301  | 272  | 209  | 205  | 158  | 121  | 93   | 75   | 64   | 96   |
| Počet domů     | 51   | 54   | 55   | 54   | 55   | 57   | 61   | 58   | 54   | 51   | 43   | 54   | 59   | 60   | 63   |

## Obecní správa
Od 26. listopadu 1971 do 31. srpna 1990 k obci patřila Hradišťská Lhotka.

### Obecní symboly
Znak a vlajka byly obci uděleny rozhodnutím předsedy Poslanecké sněmovny Parlamentu České republiky dne 16. července 2014.